# Леди Джейн (фильм)
«Леди Джейн» (англ. Lady Jane) — историческая драма 1986 года режиссёра Тревора Нанна.

## Сюжет
Фильм основан на реальных событиях из жизни леди Джейн Грей, внучатой племянницы Генриха VIII.
После смерти Генриха VIII Тюдора королём Англии стал его сын Эдуард VI, убеждённый протестант. Семейство Грей, состоящее в родстве с Тюдорами, мечтает о том, что Эдуард вскоре возьмёт в жёны их старшую дочь, леди Джейн. Но молодой король при смерти, и могущественный Джон Дадли, глава Тайного совета, предлагает Греям другой план. Джейн следует выйти замуж за Гилфорда, сына Джона Дадли. Она — одна из наследниц английского престола и после кончины Эдуарда может стать королевой, тем самым не допустив прихода к власти принцессы-католички Марии Тюдор. А поскольку будущие супруги молоды и неопытны, то управлять королевством будут Джон Дадли и чета Грей.
Несмотря на угрозы и побои, Джейн противится предстоящему браку, но Эдуард убеждает её уступить. После пышной свадьбы Джейн и Гилфорд переезжают в отдалённое поместье. Равнодушные поначалу, они вскоре влюбляются друг в друга. Тем временем король Эдуард умирает. Перед смертью Дадли уговаривает его подписать завещание, по условиям которого трон наследует Джейн в обход законных прав принцесс Марии и Елизаветы. Джейн в растерянности, так как не готова стать королевой, но всё же приступает к государственным делам. Однако её реформы не находят поддержки, и сторонники покидают Джейн. Её правление продлилось всего девять дней.
Принцесса Мария провозглашена королевой Англии, а Джейн, Гилфорд, Джон Дадли и Генри Грей объявлены узурпаторами и отправлены в Тауэр. Мария собирается замуж за короля Испании Филиппа II и намеревается даровать прощение Джейн и её семье, несмотря на то что испанский посланник требует их казни. Но в январе 1554 года против новой королевы вспыхивает восстание и Мария, опасаясь утратить корону, принимает решение казнить Джейн и Гилфорда по обвинению в государственной измене. Напоследок она предлагает им помилование в обмен на переход в католицизм, но Джейн и Гилфорд непреклонны.
12 февраля 1554 года леди Джейн и Гилфорд Дадли были обезглавлены.

## В ролях
- Хелена Бонэм Картер — леди Джейн Грей
- Кэри Элвес — лорд Гилфорд Дадли
- Патрик Стюарт — Генри Грей, 1-й герцог Саффолк
- Сара Кестелман — леди Фрэнсис Грей, герцогиня Саффолк
- Джейн Лапотейр — королева Мария I Тюдор
- Джон Вуд — Джон Дадли, 1-й герцог Нортумберленд
- Уоррен Шеир — король Эдуард VI
- Майкл Хордерн — доктор Фекенхем, духовник королевы Марии
- Зила Кларк — леди Энн Уортон
- Джосс Экленд — сэр Джон Бриджес
- Ричард Джонсон — Генри Фицалан, 19-й граф Арундел
- Пип Торренс — Томас